# Landesmuseum Württemberg
Das Landesmuseum Württemberg (bis 2005: Württembergisches Landesmuseum) im Alten Schloss in Stuttgart ist ein Ort der Geschichte und heute das größte kulturhistorische Museum in Baden-Württemberg. Es wurde 1862 von Wilhelm I., König von Württemberg gegründet. Sein Ursprung geht jedoch bis ins 16. Jahrhundert zurück. In der Kunstkammer sammelten die damaligen Herzöge alles, was selten, kostbar und ungewöhnlich war. 2006 wurde das kulturgeschichtliche Museum mit Zustimmung der baden-württembergischen Landesregierung in Landesmuseum Württemberg umbenannt.
Das Museum bietet in seiner Schausammlung LegendäreMeisterWerke einen Rundgang durch die württembergische Kulturgeschichte von der Eiszeit bis zum Ende der Monarchie im 19. Jahrhundert. Die Schausammlung Wahre Schätze umfasst Ausstellungseinheiten zur Antike, zu den Kelten sowie zur Kunst- und Wunderkammer der württembergischen Herzöge. In regelmäßigen Abständen gibt es Sonderausstellungen zu historischen und aktuellen Themen. Mit dem Museumsfoyer Dürnitz, dem Arkadenhof sowie weiteren Räumlichkeiten im Alten Schloss ist das Landesmuseum Württemberg außerdem ein viel genutzter Veranstaltungsort. Jährlich hat das Museum etwa 300.000 Besucher.

## Geschichte

### Von der Kunstkammer zum Museum
Die herzogliche Kunstkammer war der Ursprung des heutigen Landesmuseums Württemberg. Eine erste Erwähnung befindet sich in einem Bericht des Basler Arztes Felix Platter aus dem Jahr 1596. Herzog Friedrich I., der von 1593 bis 1608 regierte, legte den Grundstock der Sammlung. Diese bestand zunächst aus mitgebrachten Objekten seiner Reisen nach Italien, Ungarn und in Gebiete des heutigen Österreichs. Erweitert wurde sie durch seinen Nachfolger Herzog Johann Friedrich, gestorben 1628. Im Dreißigjährigen Krieg wurde die Sammlung teilweise geplündert, aber Eberhard III. erweiterte sie wieder, indem er sie im Stuttgarter Neuen Lusthaus präsentierte und zur Betreuung einen Archivar einstellte. Bestand die Sammlung der Kunstkammer ursprünglich insbesondere aus Stücken der klassischen, vor allem römischen Antike, kamen später auch Münzsammlungen, Mineralien, Geschirr, Geschenke anderer Fürsten und Kuriositäten unterschiedlichster Art hinzu. 1886 wurde sie als Königliches Kunstkabinett zu einem Museum umgestaltet und erhielt den Namen Staatssammlung vaterländischer Altertumsdenkmale. Nach dem Ende der Monarchie 1918 ging die Sammlung in Staatsbesitz über, aber die Eigentumsverhältnisse waren weiterhin ungeklärt. Es folgten langwierige Verhandlungen zwischen dem Land Württemberg und dem Haus Württemberg, in denen es vor allem um die Schätzung des materiellen Wertes ging. 1922 zog die Sammlung in einen Flügel des Neuen Schlosses und wurde als Abteilung der württembergischen Staatssammlungen gezeigt. Ihr Wert wurde 1927 auf drei Millionen Goldmark geschätzt. Mit dem Haus Württemberg einigte man sich auf die Zahlung einer jährlichen Rente in Höhe von 123.000 Reichsmark bis 1937. Bereits 1939, zu Beginn des Zweiten Weltkriegs, waren die Bestände ausgelagert worden und befanden sich zu etwa je einem Drittel in den ehemaligen Klöstern Bebenhausen und Schöntal sowie im Schloss Neuenstein. Erste Ausstellungen weniger Stücke erfolgten seit dem Ende der 1940er Jahre. 1971 war wieder die komplette Sammlung öffentlich im Südturm des wieder aufgebauten Alten Schlosses zugänglich.

### Direktorinnen und Direktoren
- Konrad Dietrich Haßler (1867–1873)
- Adolf Haakh (1879–1881)
- Eduard Paulus (1892–1899)
- Eugen Gradmann (1899–1920)
- Hans Buchheit (1920–1931)
- Peter Goessler (1932–1934)
- Walther Veeck (1936–1941)
- Werner Fleischhauer (1943–1945)
- Julius Baum (1947–1952)
- Werner Fleischhauer (1952–1967)
- Siegfried Junghans (1968–1978)
- Claus Zoege von Manteuffel (1978–1991)
- Volker Himmelein (1991–2005)
- Cornelia Ewigleben (2005–2020)
- Astrid Pellengahr (2020–2023)
- Axel Winkler (kaufmännischer Geschäftsführer seit 2011)
- Christina Haak (wissenschaftliche Direktorin seit September 2023)

### Museumsgebäude
Das Alte Schloss war vierhundert Jahre Hauptresidenz der württembergischen Grafen und Herzöge. Durch die Neugründung von Ludwigsburg im frühen 18. Jahrhundert und den Bau des Neuen Schlosses in Stuttgart entging das Alte Schloss zu Beginn des 18. Jahrhunderts nur mit knapper Not dem Abbruch, zumal es „kaum zu einer Theaterdekoration gut war“, wie Goethe 1797 notierte.
Die Wurzeln des Baus reichen in die Anfänge Stuttgarts zurück. Um 950 scheint Herzog Liudolf von Schwaben, Sohn Ottos I. dort eine Burg angelegt zu haben. Diese sollte den für die Rüstung gegen die Ungarn wichtigen Stutengarten schützen. Ab 1325 ging man daran, den Dürnitzbau neu zu errichten. Der Höhepunkt der baulichen Maßnahmen war im 16. Jahrhundert erreicht, als Herzog Christoph die Burg zu einem zeitgemäßen Schloss umbauen ließ, das als schönster deutscher Renaissancehof galt. Im Laufe der Jahrhunderte fanden am Alten Schloss noch weitere Baumaßnahmen statt, wie zum Beispiel die Reitertreppe von Blasius Berwart 1560, die Schlosskirche, die 1562 geweiht wurde, oder die barocke Ausgestaltung des Konferenzsaals.
Am 21. Dezember 1931 ereignete sich die bis dahin größte Katastrophe in der Geschichte des Alten Schlosses: Durch einen ausufernden Kaminbrand wurde der Dürnitzbau mit beiden Türmen weitgehend zerstört. Der Wiederaufbau, durchgeführt von Paul Schmitthenner und finanziert durch Spenden, kam jedoch im Zweiten Weltkrieg zum Erliegen.

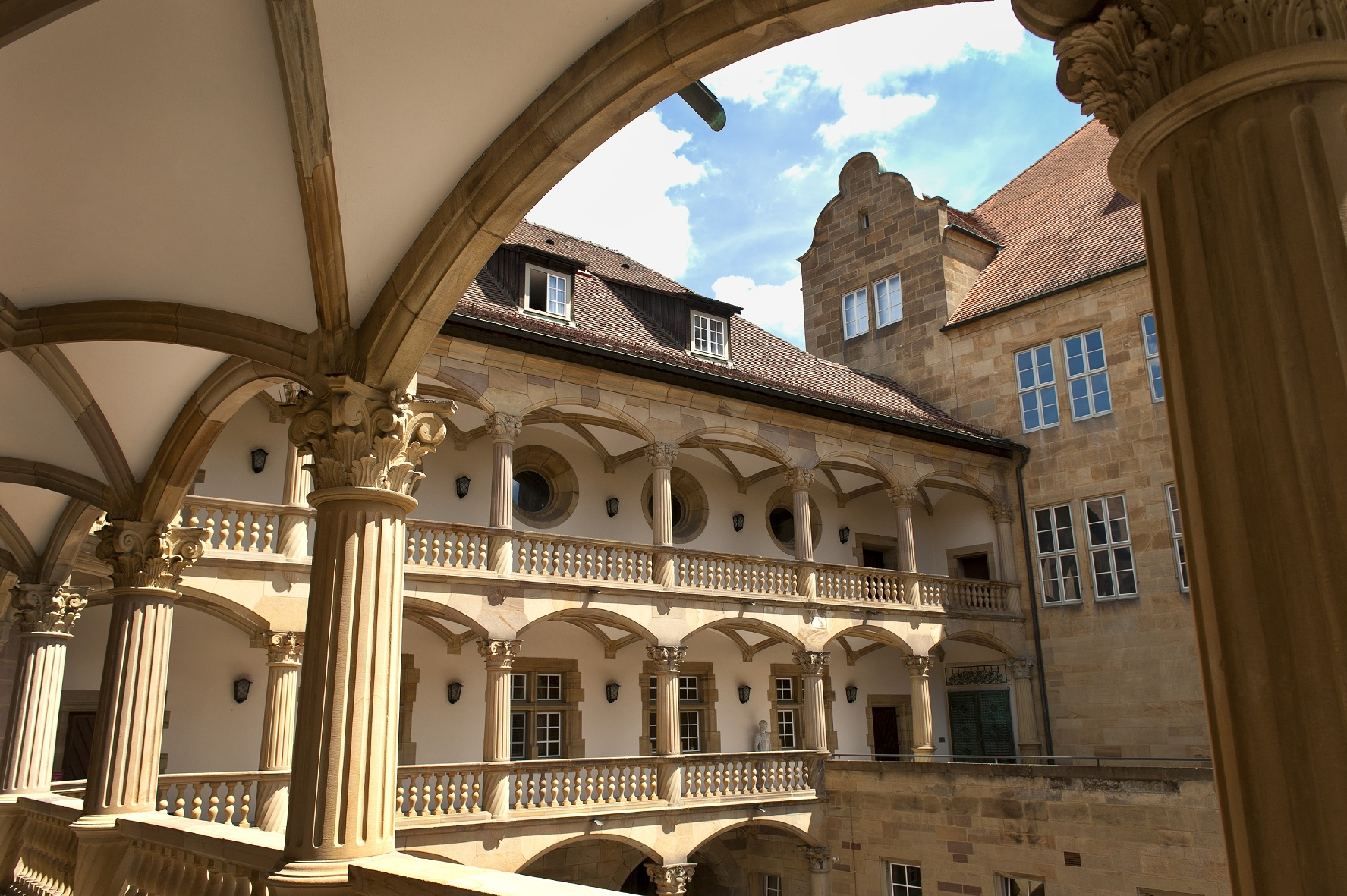
Altes Schloss in Stuttgart mit Innenhof und Arkaden

1944 wurde das Alte Schloss, das noch nicht vollständig restauriert war, durch Luftangriffe schwer getroffen und brannte aus, zwei Drittel des Arkadenhofes wurden zerstört. Von 1947 bis 1969 wurden Arkadenhof und Dürnitzbau ebenfalls von Paul Schmitthenner in Anlehnung an ihre ursprüngliche Architektur wieder aufgebaut. Das Alte Schloss hatte damit eine neue Gestalt bekommen, in der die Idee des historischen Bauwerkes weiterlebte.
Dem Brand vom 21. Dezember 1931 fielen große Teile der Sammlung zum Opfer, wie beispielsweise die Handwerkstuben der volkskundlichen Sammlung, da sie für einen Transport zu sperrig waren. 1948/49 wurden die ersten provisorischen Ausstellungsräume des Württembergischen Landesmuseums im Alten Schloss der Öffentlichkeit wieder zugänglich gemacht. 1971 erfolgte die Wiedereröffnung des Dürnitzbaus nach Bauarbeiten.
Später wurde an einer Seite des Schlosses (zum Karlsplatz hin) eine Erinnerungsstätte für Claus von Stauffenberg eingerichtet.

### Kulturlounge „Dürnitz“
Zwischen Mai 2019 und September 2021 entstand durch umfassende Umbau- und Sanierungsmaßnahmen eine rund 1.000 m² große Kulturlounge mit Café für Kulturveranstaltungen wie Konzerte oder Vorträge. Die Gesamtkosten für Bau und Ausstattung betrugen insgesamt rund neun Millionen Euro. Eröffnet wurde sie zwischen 18. und 26. September 2021 mit einem umfangreichen Kultur- und Mitmachprogramm. Seitdem bietet das Museumsfoyer einen Raum für Begegnung und Austausch im Herzen Stuttgarts.

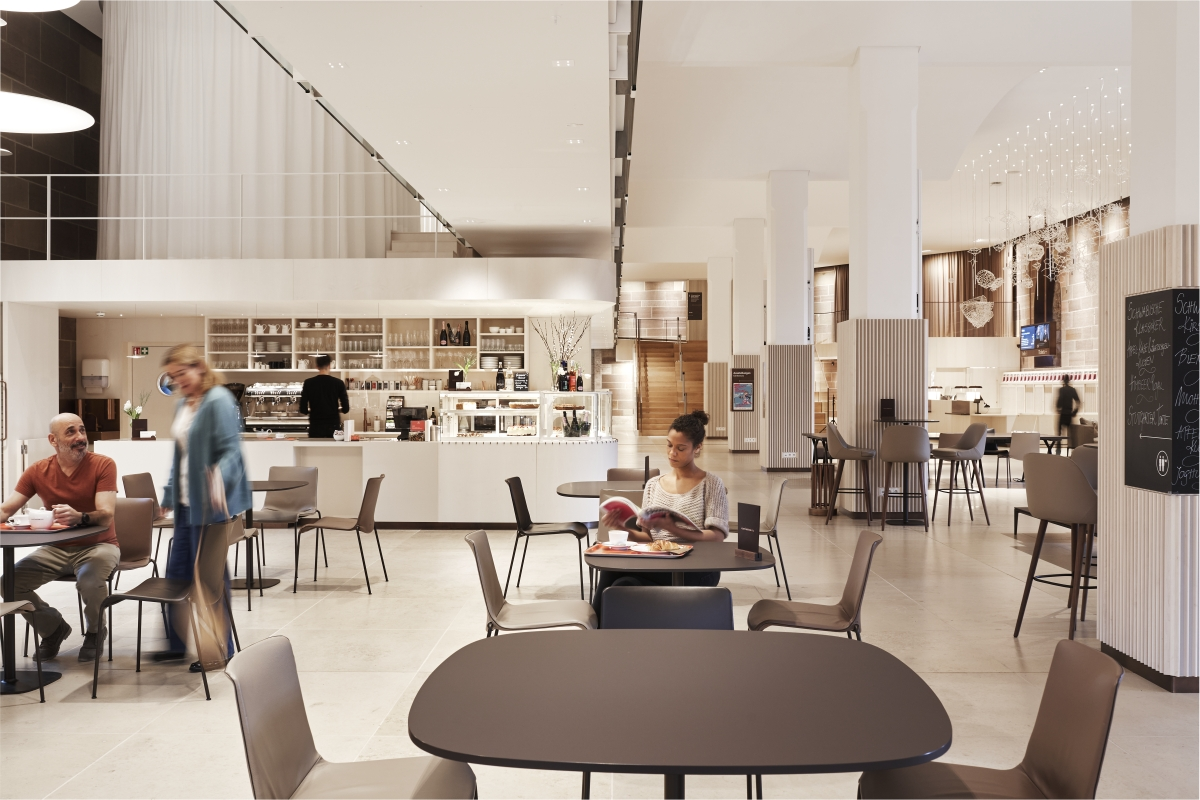
Cafébereich
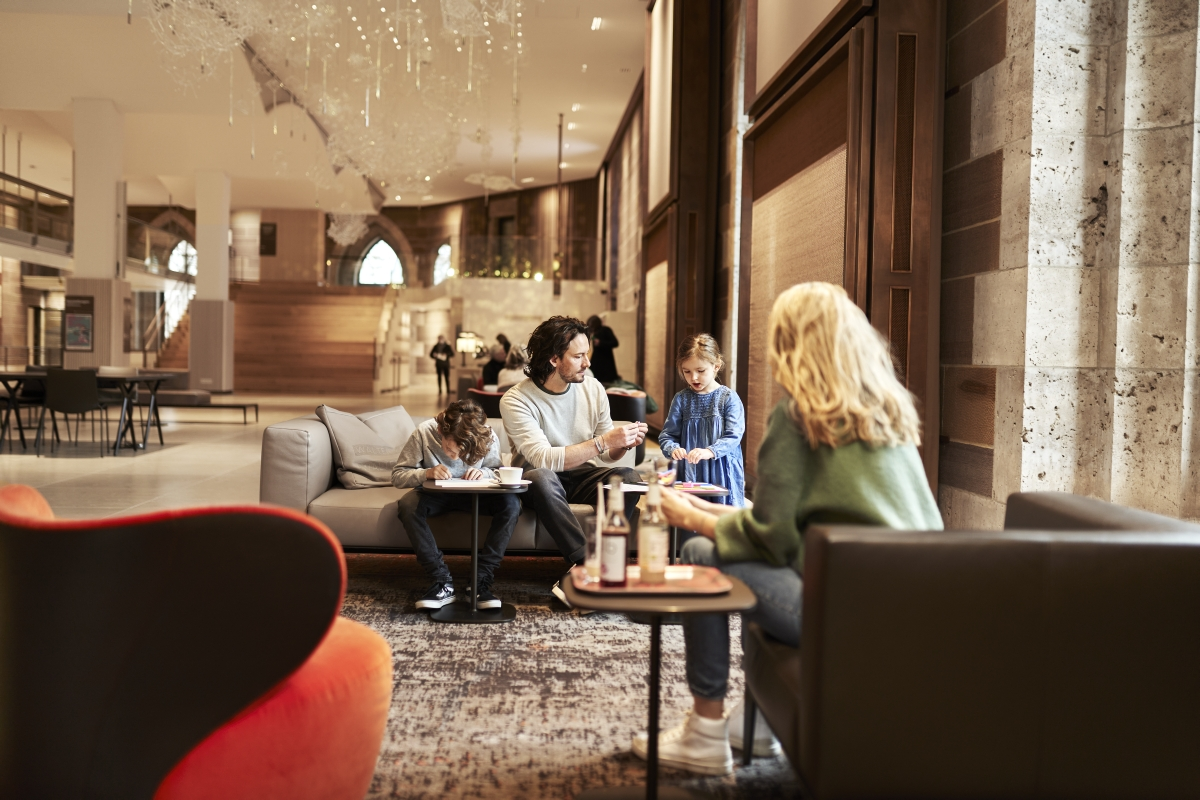
Loungebereich
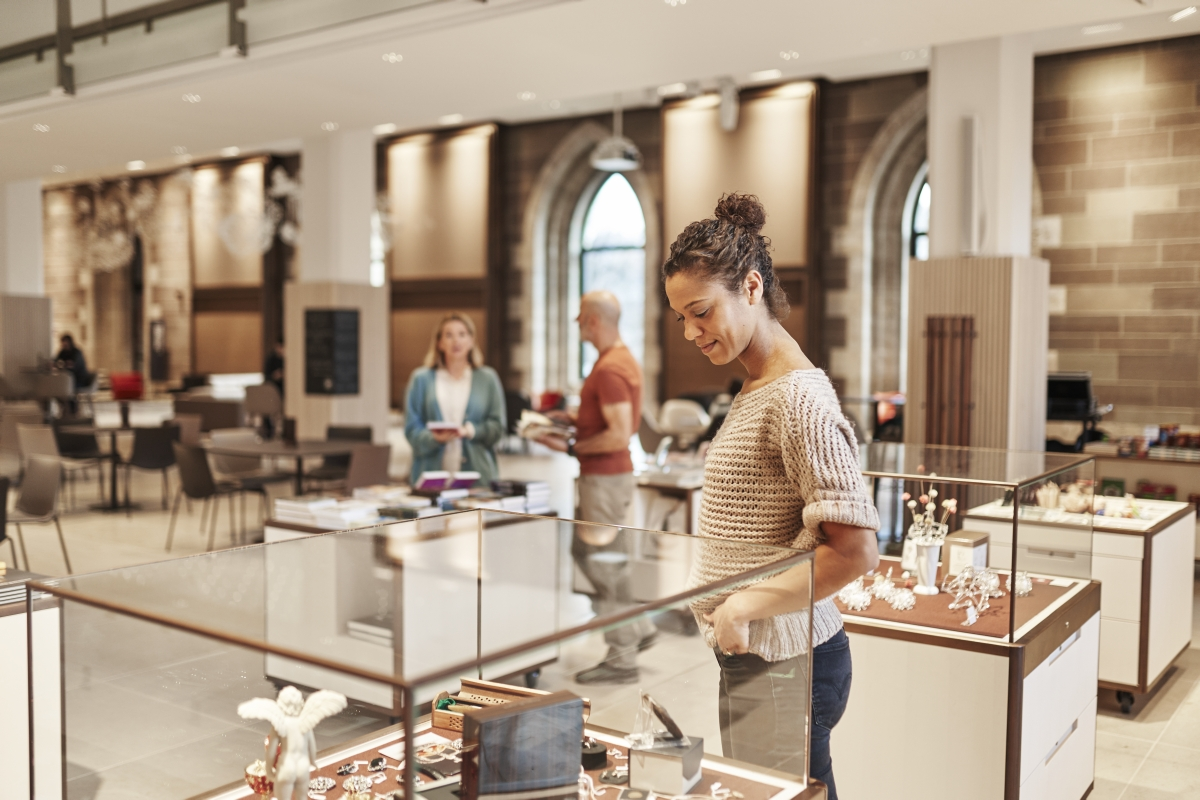
Museumsshop

## Sammlungen

### SchausammlungLegendäreMeisterWerke

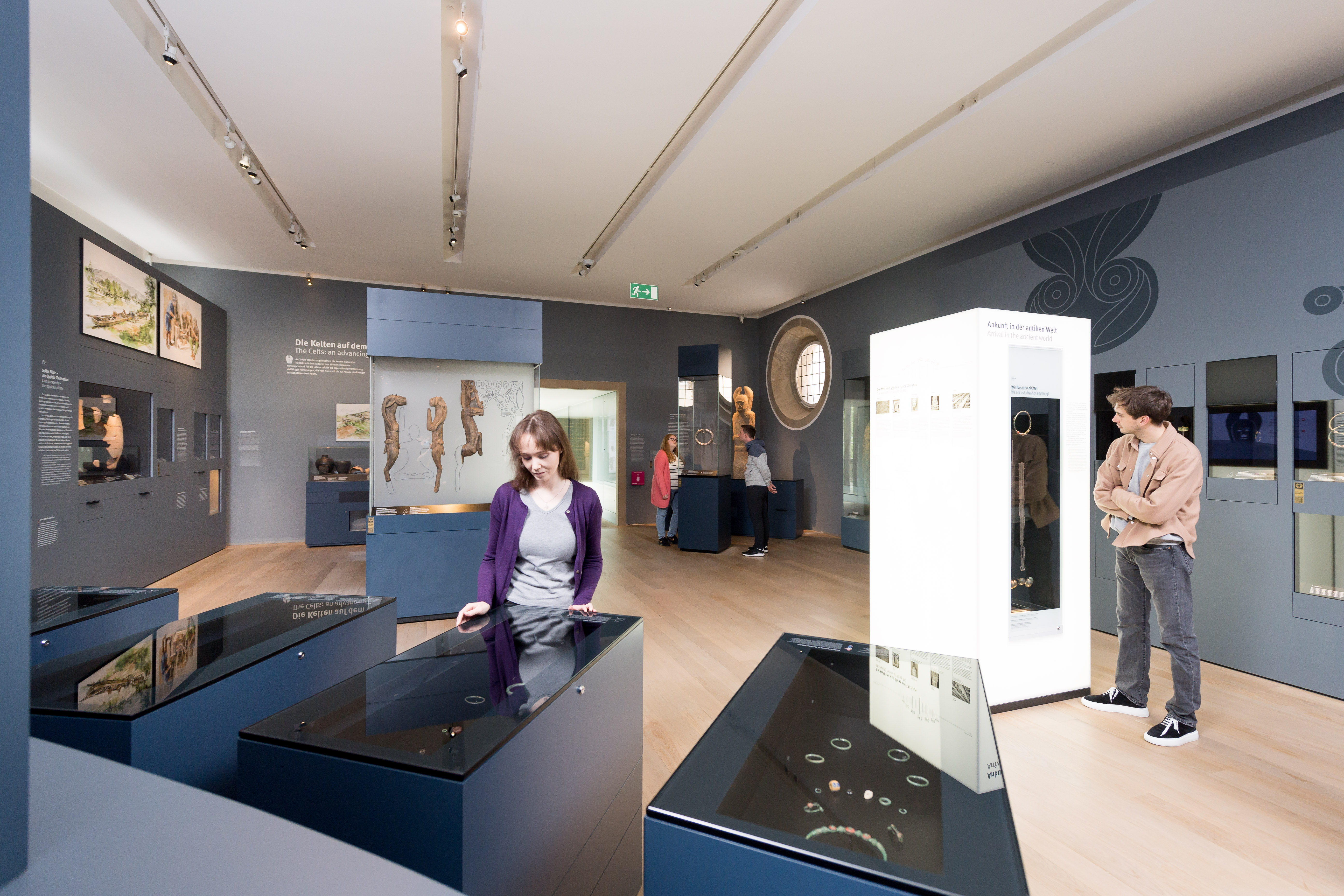
LegendäreMeisterWerke Kulturgeschichte(n) aus Württemberg

Anlässlich des 150-jährigen Bestehens des Landesmuseums Württemberg wurde im zweiten Stock des Museums die Schausammlung LegendäreMeisterWerke. Kulturgeschichte(n) aus Württemberg eröffnet. In einer Zeitreise wird an über tausend Exponaten die kulturhistorische Entwicklung von Württemberg vom Faustkeil bis zum Ersten Weltkrieg dargestellt und erläutert.

#### Einführung
Die Ausstellung beginnt mit einer Landkarte, die die räumliche Ausdehnung des Herzogtums und des späteren Königreichs Württemberg zeigt. In einem Galeriegang werden mit Hintergrundlicht beleuchtete Aufnahmen der wichtigsten Gebäude und Ausgrabungsstätten in Württemberg präsentiert. Bei der eigentlichen Ausstellung läuft der Besucher von den ältesten Objekten zu immer jüngeren Exponaten.

#### Steinzeit

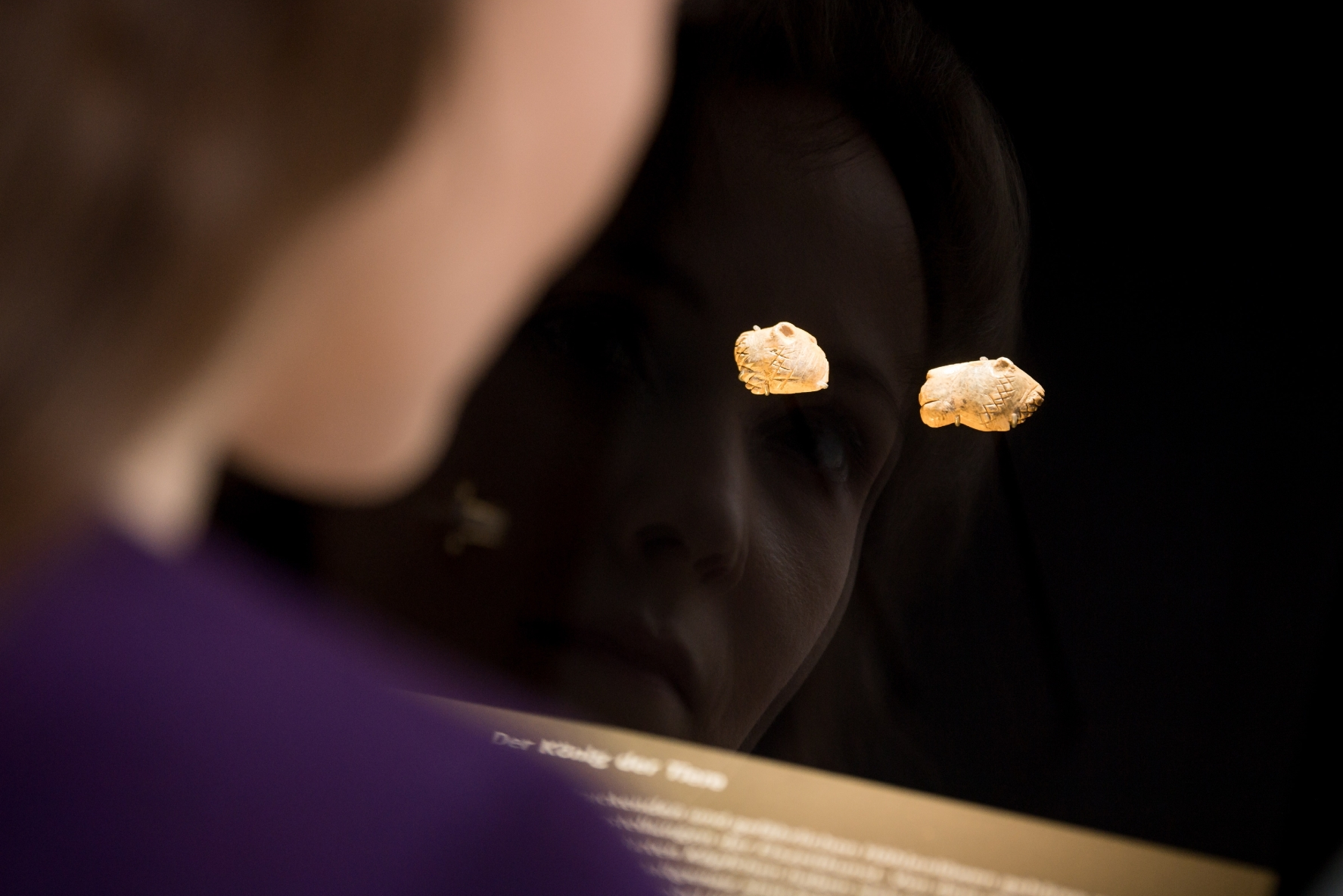
Löwenköpfchen in der Schausammlung LegendäreMeisterWerke

Die Steinzeit war in weiten Zeitabschnitten von der Eiszeit geprägt. Das Museum hat dies durch weiß leuchtende Vitrinen berücksichtigt, die an das Eis der Eiszeit erinnern sollen. Hier befinden sich Exponate wie die Knochenflöte, die aus der Speiche eines Singschwans gefertigt wurde und zu den weltweit ältesten Musikinstrumenten gehört (ca. 40.000 Jahre alt).
Auf der Schwäbischen Alb wurden viele eiszeitliche Kleinplastiken gefunden. Zu Beginn der Ausstellung werden das Löwenköpfchen – eine sehr realitätsnahe Tierplastik eines Höhlenlöwen, von der nur dieses eine Teil gefunden wurde – sowie ein Mammut gezeigt. Beide Elfenbeinschnitzereien stammen aus der Vogelherdhöhle im Landkreis Heidenheim und sind ca. 40.000 Jahre alt.

#### Bronzezeit und Eisenzeit
In diesem Abschnitt der Ur- und Frühgeschichte werden viele archäologische Fundstücke präsentiert: verzierte Keramiken, prachtvoller Schmuck sowie Werkzeuge und Waffen von wertvollen Grabbeigaben.

#### Unter römischer Herrschaft

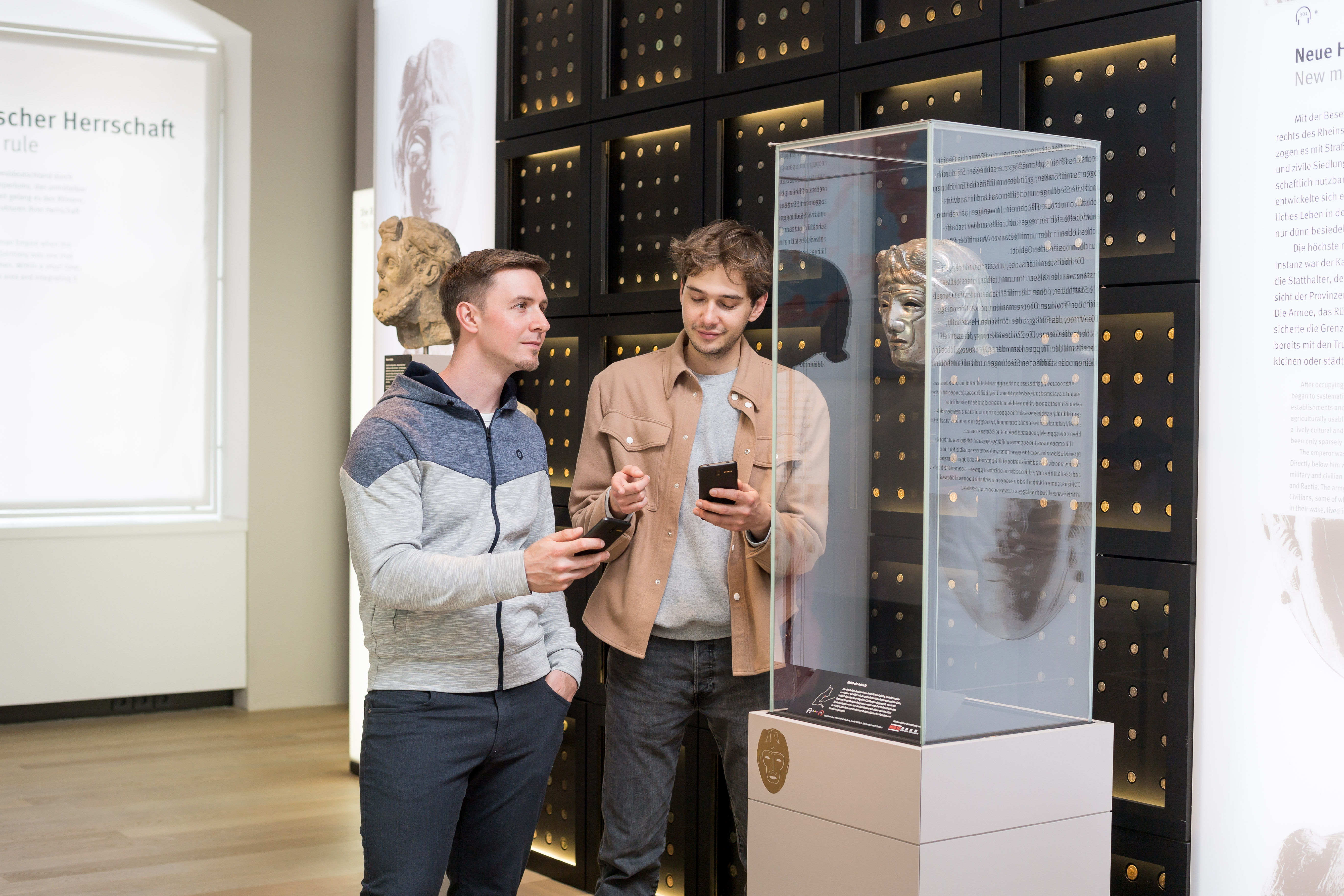
Ausstellungsteil zur römischen Herrschaft in Württemberg, LegendäreMeisterWerke

Es schließt sich ein Überblick über Südwestdeutschland zur Zeit der Römer vom 1. bis zum 4. Jahrhundert n. Chr. an. In verschiedenen Themenbereichen werden sämtliche Aspekte des Lebens in einer Grenzprovinz des Römischen Reiches beleuchtet. Die Exponate geben einen Einblick in das alltägliche Leben, das Militär, in Wirtschaft und Handel, Handwerk und Kunsthandwerk sowie in Religion und Jenseitsglauben und es werden auch die Einfälle der Germanen und der allmähliche Rückzug der Römer aus dem rechtsrheinischen Gebiet thematisiert. Der ausgestellte Maskenhelm von Pfrondorf zählt zu den besterhaltenen seiner Art.

#### Das Frühe Mittelalter
Themen sind die Völkerwanderungszeit, die Herrschaft der fränkischen Merowinger und die Christianisierung der Alamannen.

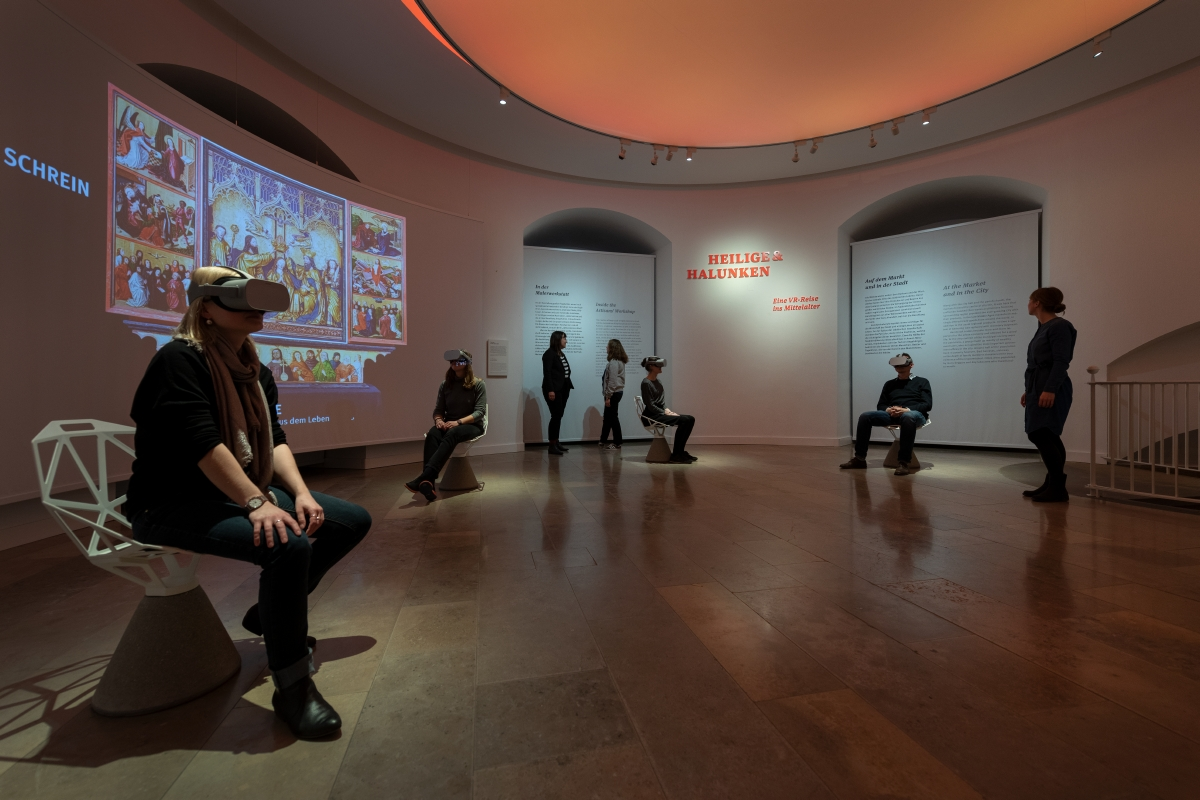
Virtual Reality in der Schausammlung LegendäreMeisterWerke

#### Christliches Leben im Mittelalter
Kunsthistorisch bedeutsam ist die Sammlung sakraler Kunst des Mittelalters. Mit über hundert Werken widmet sie sich den zentralen Bildthemen und Funktionen der mittelalterlichen Kunst. Im Mittelpunkt stehen das Kruzifix, das Marienbild, der Altar und das Andachtsbild. Herausragendes Ausstellungsstück ist der sogenannte Talheimer Altar. Eine VR-Station rundet den Ausstellungsteil ab.

#### Herzogtum und Königreich Württemberg

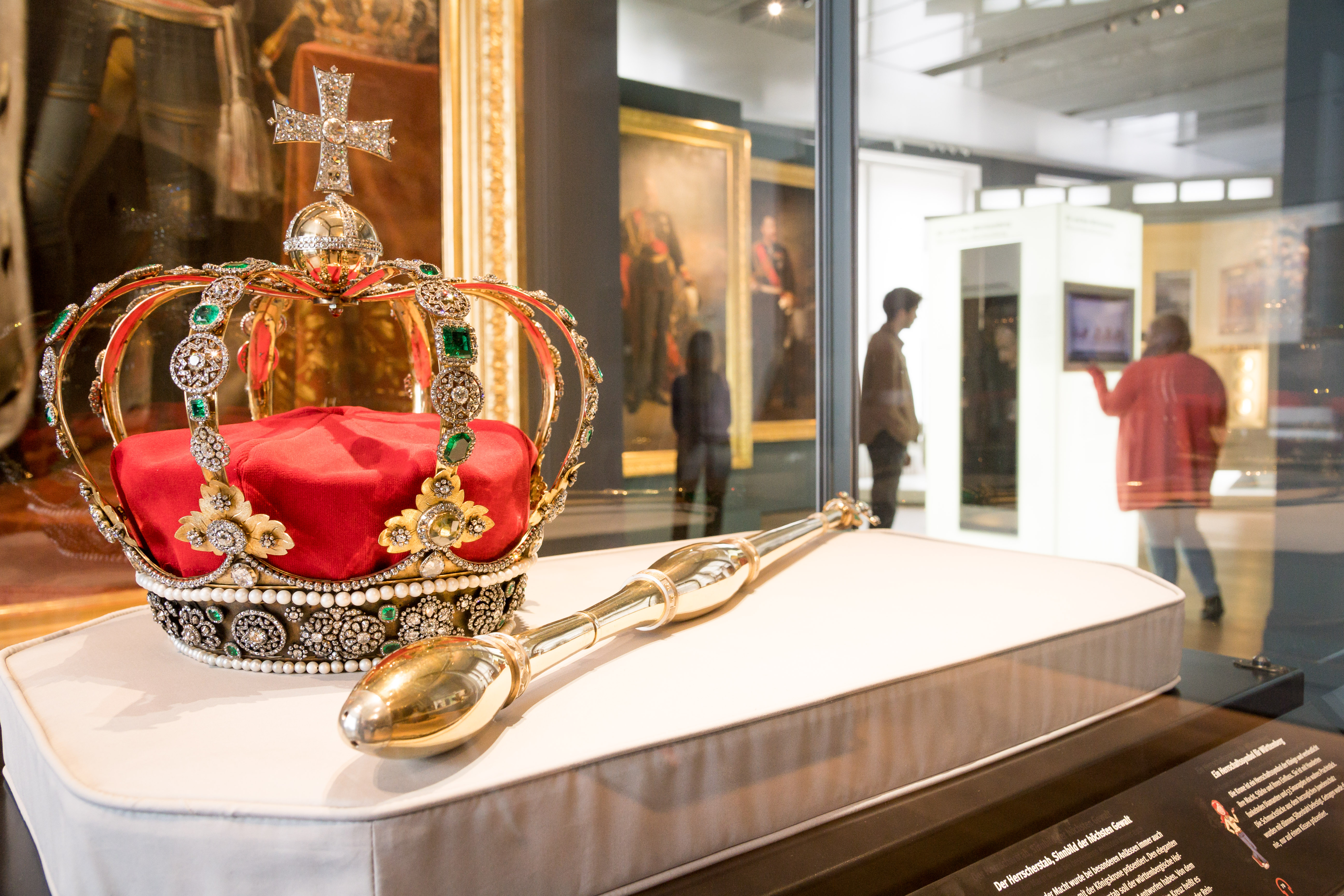
Württembergische Königskrone und Zepter, LegendäreMeisterWerke

Besitztümer und Porträts der Herzöge und Könige von Württemberg bilden den Abschluss dieser Schausammlung. Die Kunstkammer (siehe unten) findet ihre Fortsetzung in den Kronjuwelen der württembergischen Könige. Die 1806 von König Friedrich I. in Auftrag gegebene, mit Diamanten, Smaragden und Perlen gefertigte Königskrone und das Zepter werden zusammen mit höfischem Prunkservice und Brillantschmuck präsentiert.
Die Geschichte des deutschen Südwestens nicht nur im 19. Jahrhundert, sondern auch in der Zeit nach dem Ende der Monarchie im 20. Jahrhundert bis zur Gegenwart wird im Haus der Geschichte Baden-Württemberg dargestellt.

### SchausammlungWahre Schätze – Antike I Kelten I Kunstkammer
Im Mai 2016 eröffnete im ersten Stock des Alten Schlosses die neu gestaltete zweite große Schausammlung unter dem Titel Wahre Schätze. Sie gliedert sich in drei Teile: Zuerst werden ausgewählte Stücke aus der Antikensammlung gezeigt. Dann folgt der ursprüngliche Kernbereich der Museumssammlung, die Kunstkammer, gefolgt vom Bereich der Kelten.

#### Antikensammlung

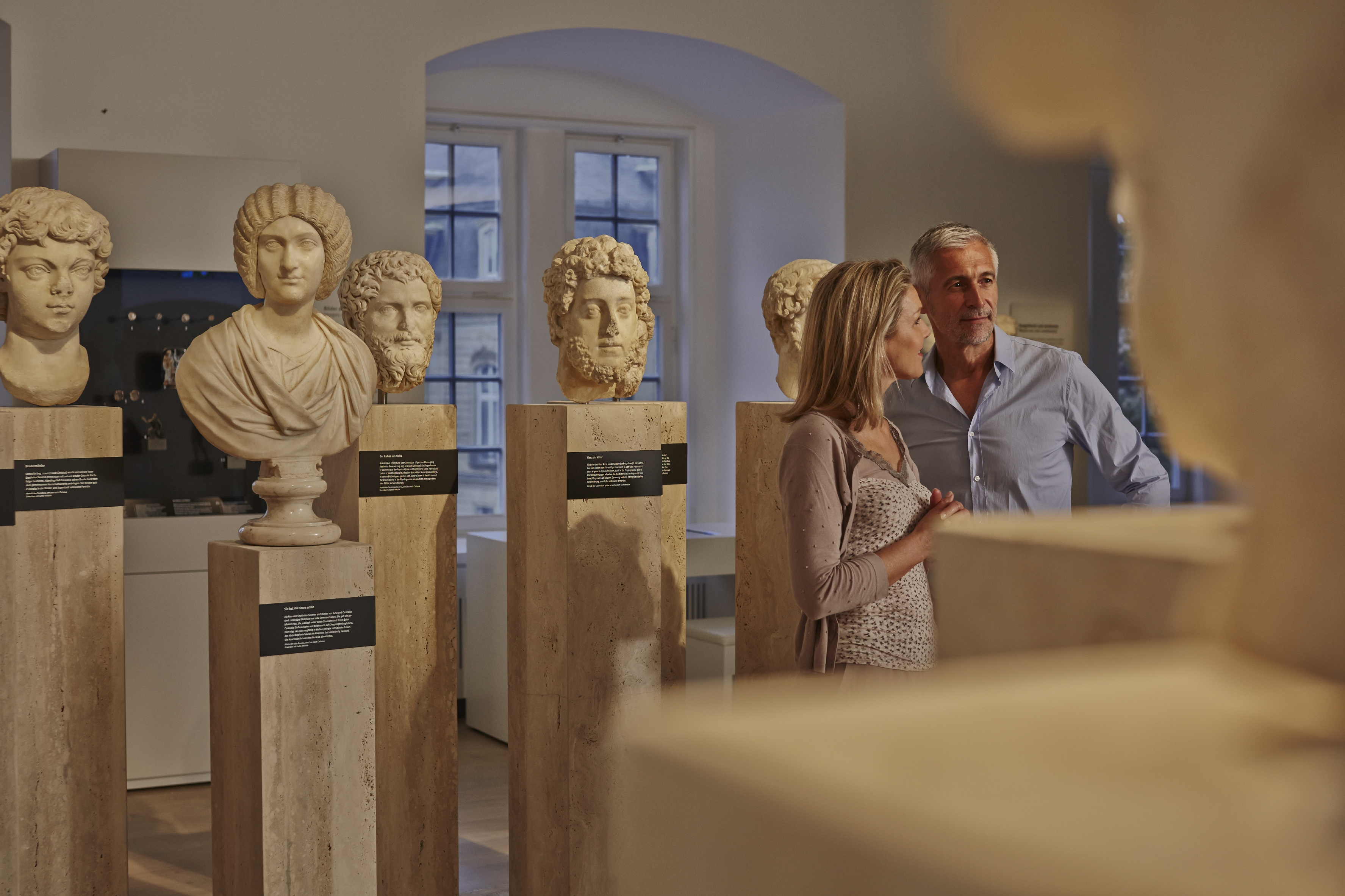
Antikensammlung, Wahre Schätze

In der Antikensammlung sind Objekte des Mittelmeerraums vom 13. Jahrhundert v. Chr. bis zum 5. Jahrhundert n. Chr. enthalten. Die Zeitspanne der Sammlung reicht von der Bronzezeit über die Blütezeit Griechenlands und die Etrusker bis zum Imperium Romanum und der Spätantike. Eines der ältesten Objekte ist ein Kykladenidol aus der Zeit von ca. 2.500 v. Chr. In der Sammlung enthalten sind außerdem griechische Skulpturen, römische Porträts, römische Wandmalerei, etruskische Kleinkunst und mehrere Mumienporträts aus Ägypten, beispielsweise ein Porträt der Eirene. Über 600 Aegyptiaka befinden sich im Schloss Hohentübingen.
Das erste Objekt der späteren Antikensammlung befand sich in der herzoglichen Kunstkammer. Es ist die kleine Marmorfigur eines römischen Iupiter Dolichenus, die im Hafen von Marseille gefunden wurde und seit 1679 als Besitz der Herzöge belegt ist. Im 17. und 18. Jahrhundert kam die Sammlungstätigkeit antiker Stücke, im Gegensatz zu anderen Fürstenhäusern, zum Erliegen. Erst im 19. und frühen 20. Jahrhundert gab es Zuwachs durch verschiedene Privatsammlungen.
Da Objekte im Antikenhandel aus illegalen Raubgrabungen stammen können und die Herkunft von Objekten häufig nicht mehr nachvollziehbar ist, hat sich die Museumsleitung entschlossen, die Antikensammlung nicht mehr zu erweitern und keine Objekte mehr anzukaufen; die Sammlung gilt daher als abgeschlossen.

#### Die Kunst- und Wunderkammer der württembergischen Herzöge
In der herzoglichen Kunstkammer befinden sich Kunsthandwerk und Wunder der Natur. Mit zwei aztekischen Federschilden sowie einer Jadeskulptur besitzt die Kunstkammer außerdem drei der am frühesten in Europa belegten präkolumbianischen Objekte.

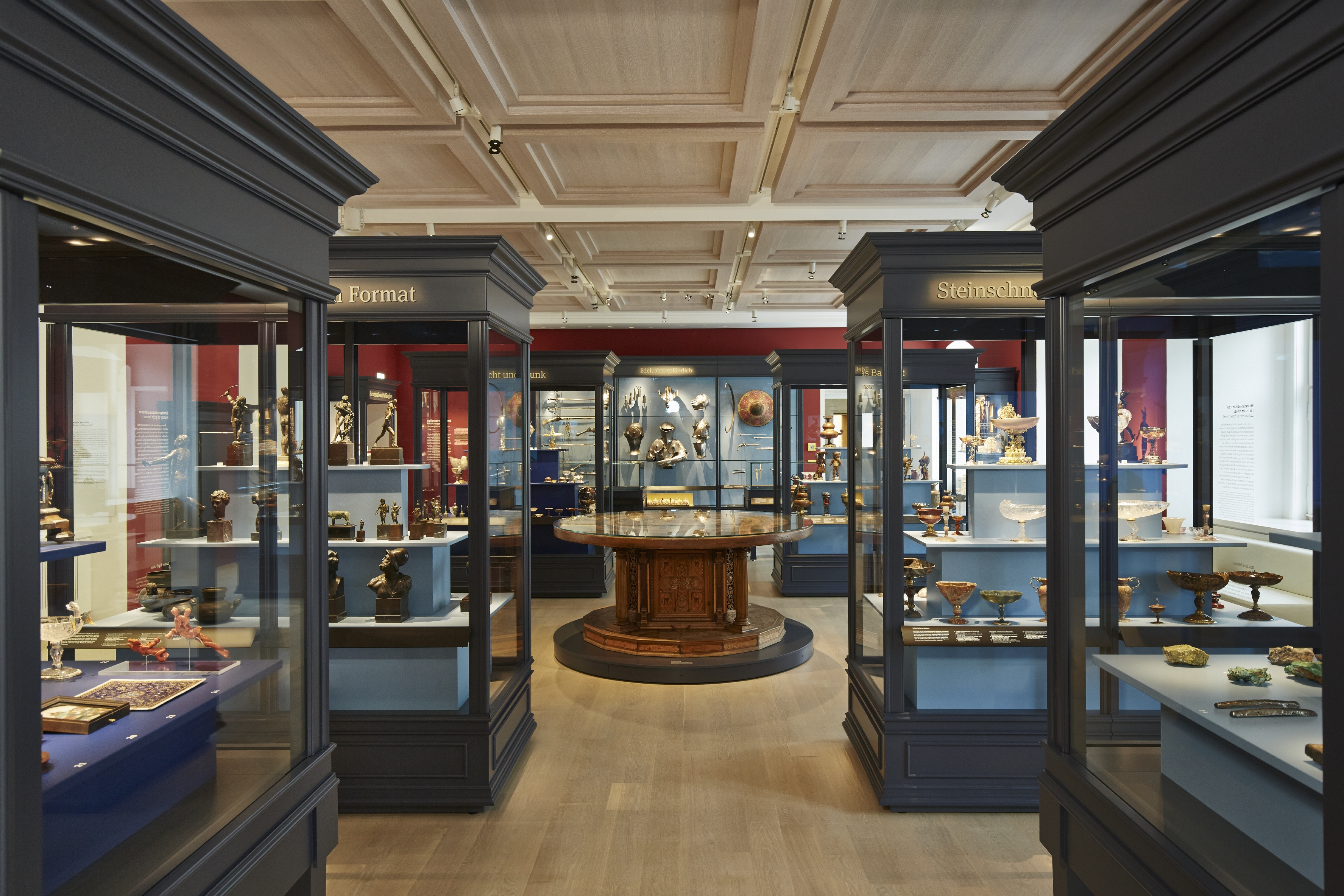
Württembergische Kunstkammer, Wahre Schätze
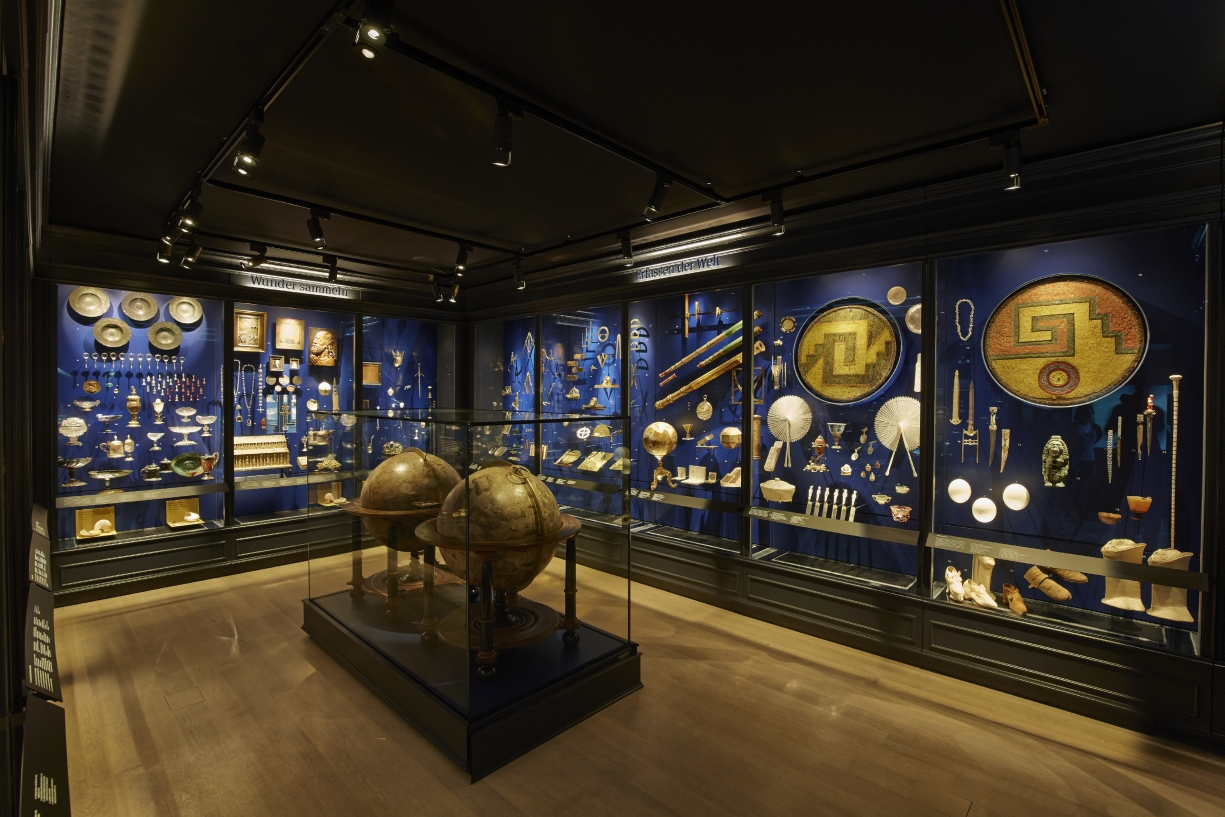
Studiolo – Kunstkammer, Wahre Schätze
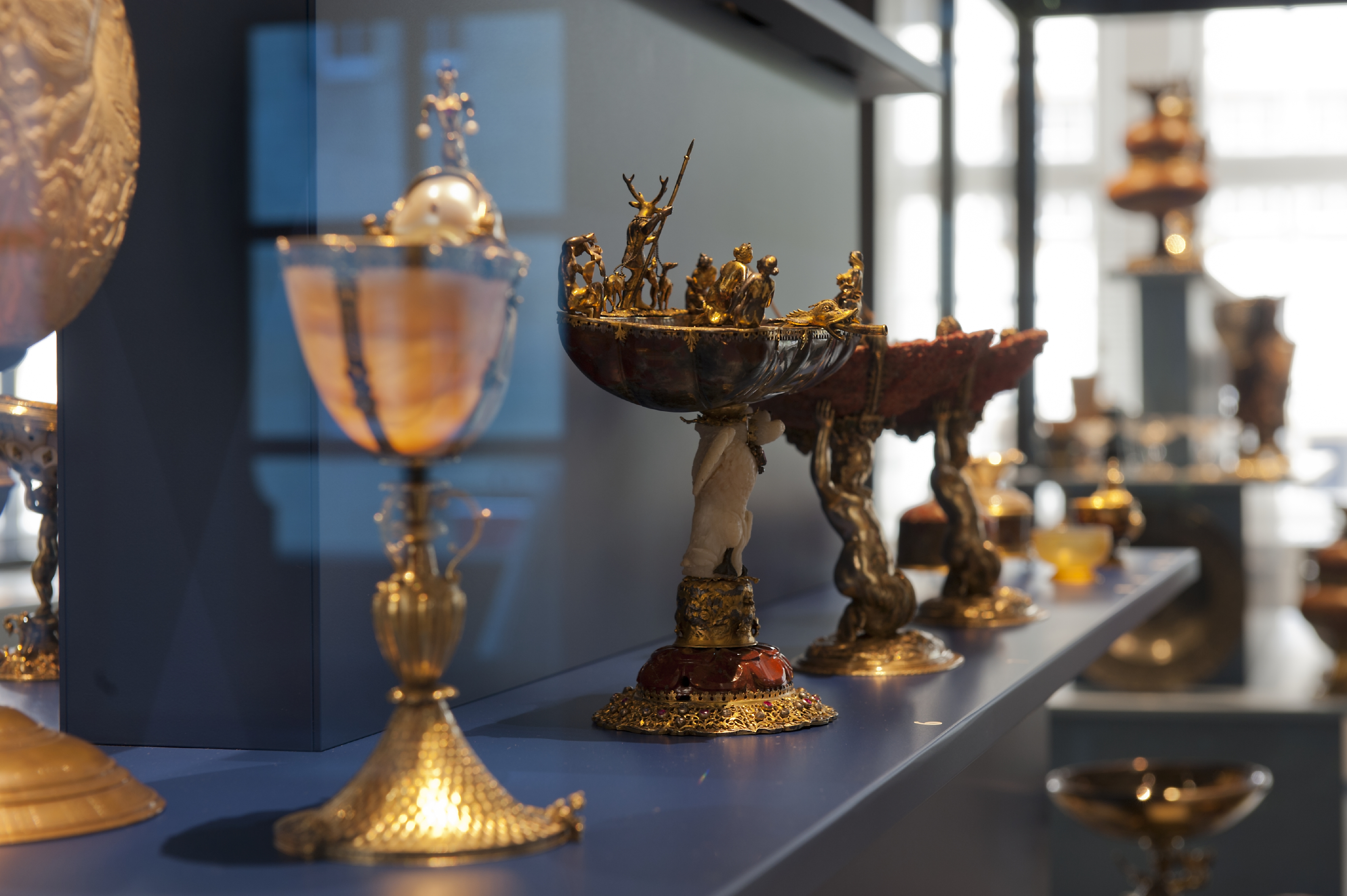
Prunkpokale in der Kunstkammer, Wahre Schätze

#### Kelten
Diese Sammlung hat den Untertitel Prunkgräber und Machtzentren des 7. bis 5. Jahrhunderts v. Chr. in Württemberg. Die Präsentation ist eine Gesamtschau zur Kultur der frühen Kelten in Südwestdeutschland und ihrer Vernetzung im prähistorischen Europa. Das Landesmuseum verfügt mit dieser Teilsammlung über einen der weltweit wichtigsten Bestände zu dieser Epoche.

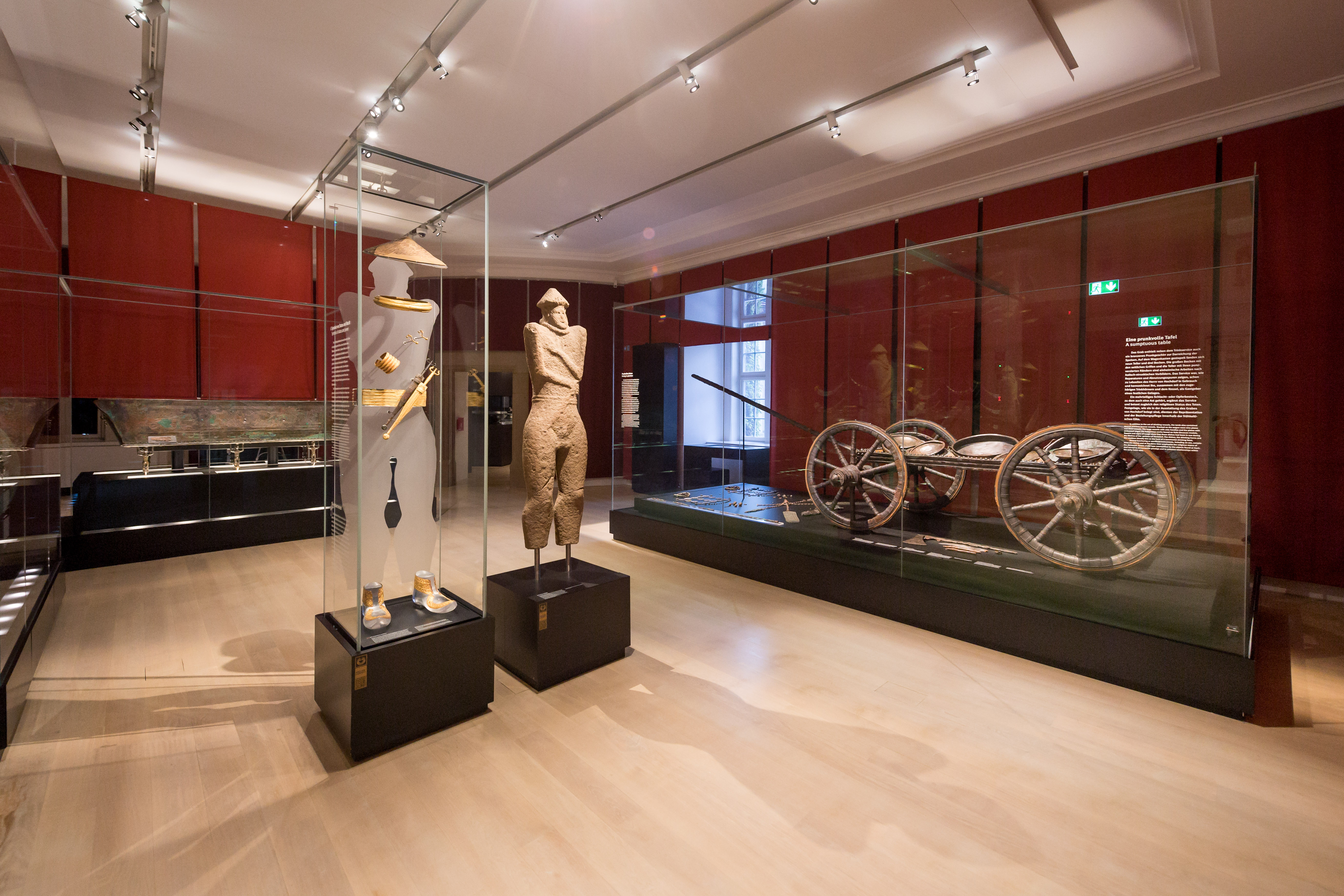
Ausstellungsraum zum Fürstengrab von Hochdorf, Wahre Schätze
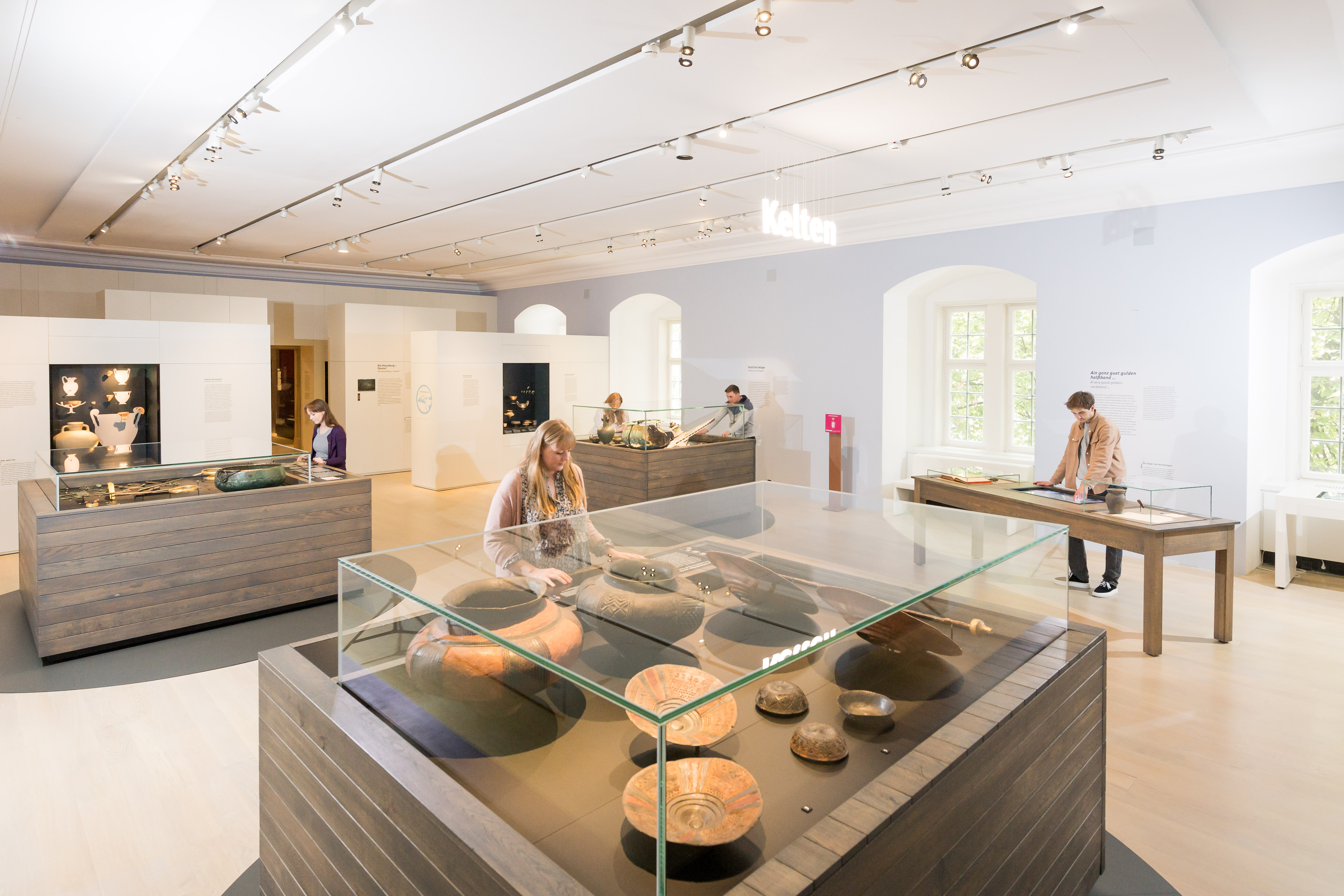
Ausstellungsraum Kelten, Wahre Schätze
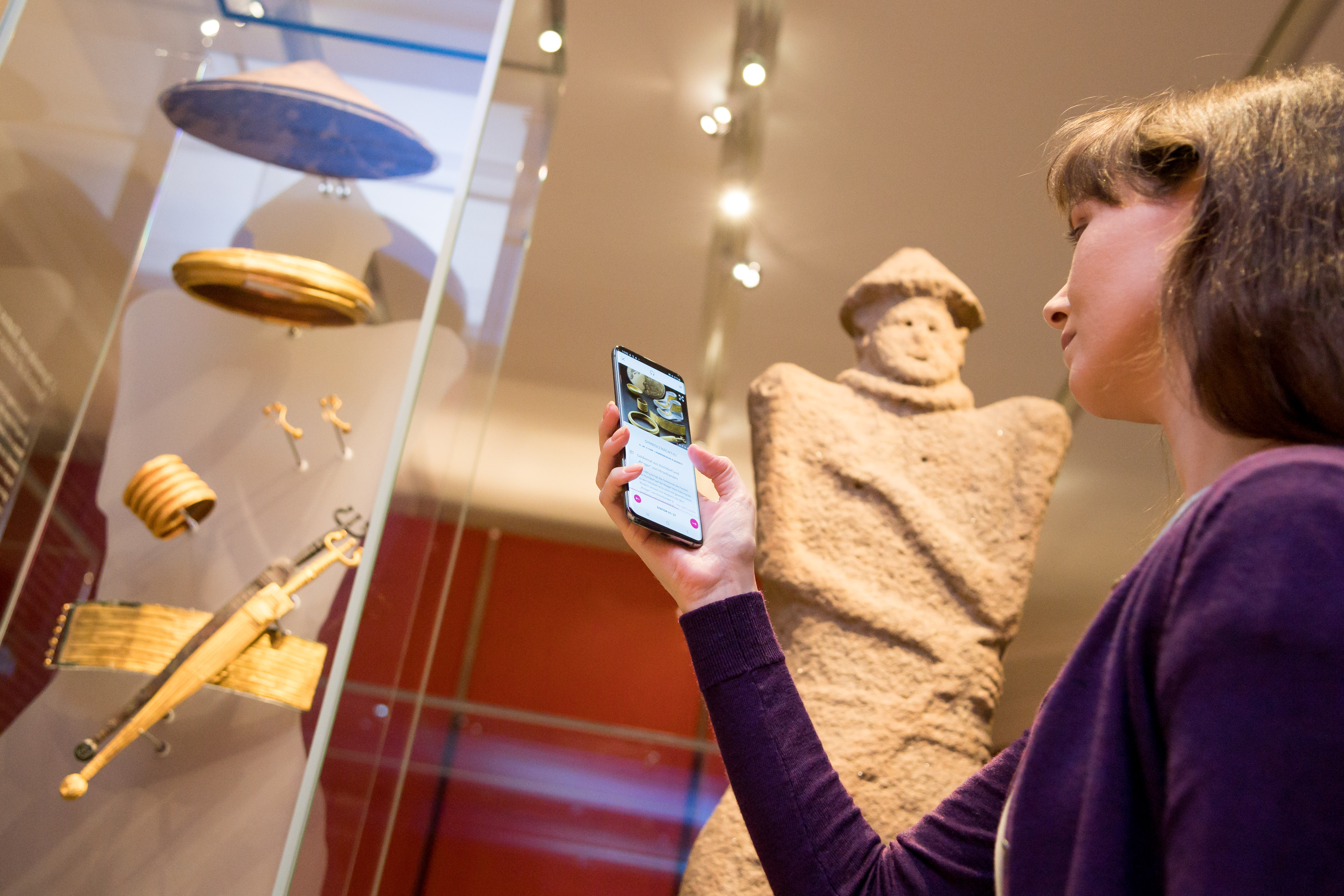
Krieger von Hirschlanden, Wahre Schätze

### Glas aus vier Jahrtausenden.Sammlung Ernesto Wolf
Das Landesmuseum Württemberg verfügt über eine der bedeutendsten Glassammlungen der Welt. Der größte Teil der Gläser stammt aus der Sammlung des aus Stuttgart stammenden Sammlers Ernesto Wolf, die das Landesmuseum zwischen 1991 und 2003 erwarb. Die antiken Gläser haben eine enorme Bandbreite, die es erlaubt, die Glasgeschichte von ihren Anfängen bis in die spätrömische und byzantinische Zeit zu zeigen. Die ältesten Objekte aus dem westasiatischen Raum reichen bis in die Bronzezeit zurück. Ägyptische Gefäße zeugen von der ersten Hochblüte der Glasherstellung. Farbenprächtige Gefäße gehörten zum Tafelluxus der hellenistischen und frührömischen Zeit; die Formenvielfalt römischer und byzantinischer Glaskunst wird in der Ausstellung eindrucksvoll vor Augen geführt. Zu den Höhepunkten der Glassammlung zählt beispielsweise ein exzellent erhaltener achämenidischer Lotuskelchbecher aus der ersten Hälfte des 4. Jahrhunderts v. Chr.

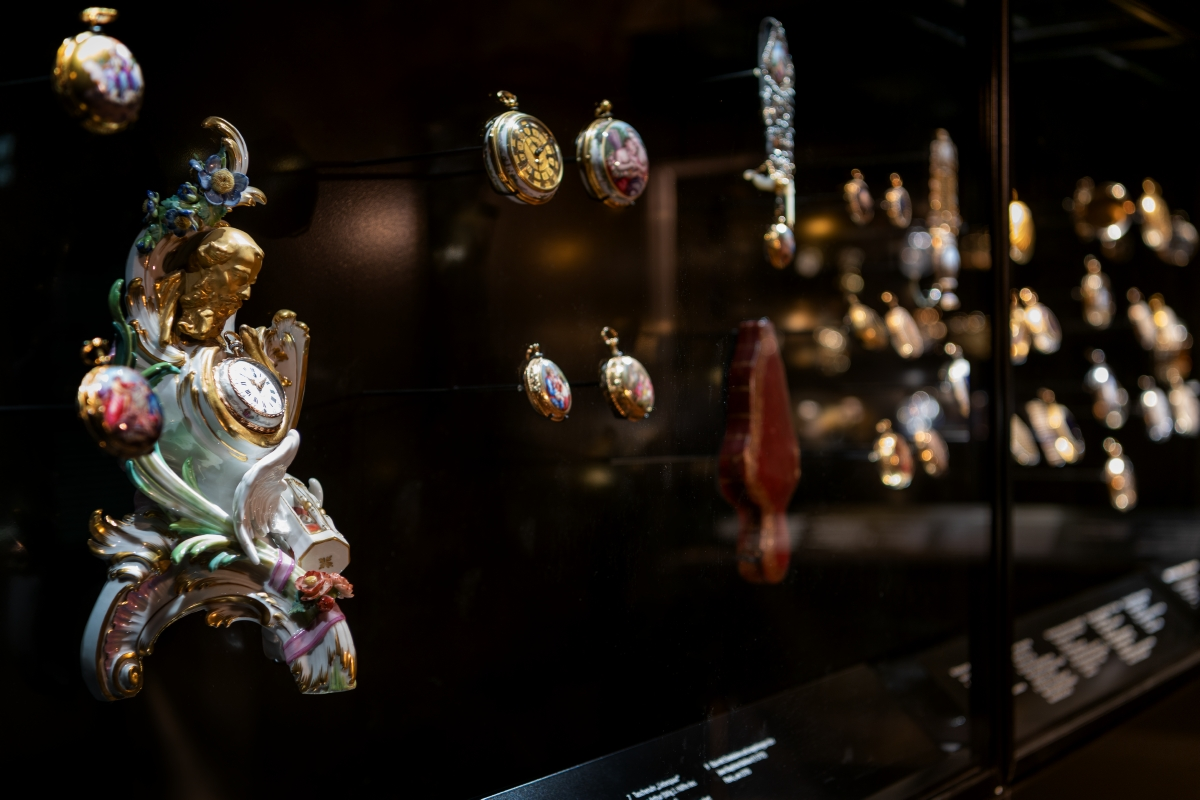
Taschenuhren im Uhrengewölbe des Alten Schlosses

### GENAU! Uhren und andere geistreiche Erfindungen
Die Sammlung umfasst Prunkuhren der Renaissance, Automatenuhren, Taschenuhren und diverse historische Messinstrumente. Ihre wichtigsten Vertreter sind im Gewölbekeller des Alten Schloss ausgestellt.

### Historische Musikinstrumente & Klanglabor
Diese Sammlung befindet sich räumlich getrennt, im historischen Bau des Fruchtkastens. Das Erdgeschoss ist auf Tasteninstrumente vom 17. bis 20. Jahrhundert ausgerichtet, von denen einige regelmäßig bei Konzerten gespielt werden. Das 2. Obergeschoss umfasst Instrumente von der Renaissance bis hin zu selbstspielenden Musikinstrumenten des 19. und 20. Jahrhunderts. Das „Kuriose Klanglabor“ im 3. Obergeschoss lädt Kinder und experimentierfreudige Erwachsene an interaktiven Stationen zum Mitmachen ein.

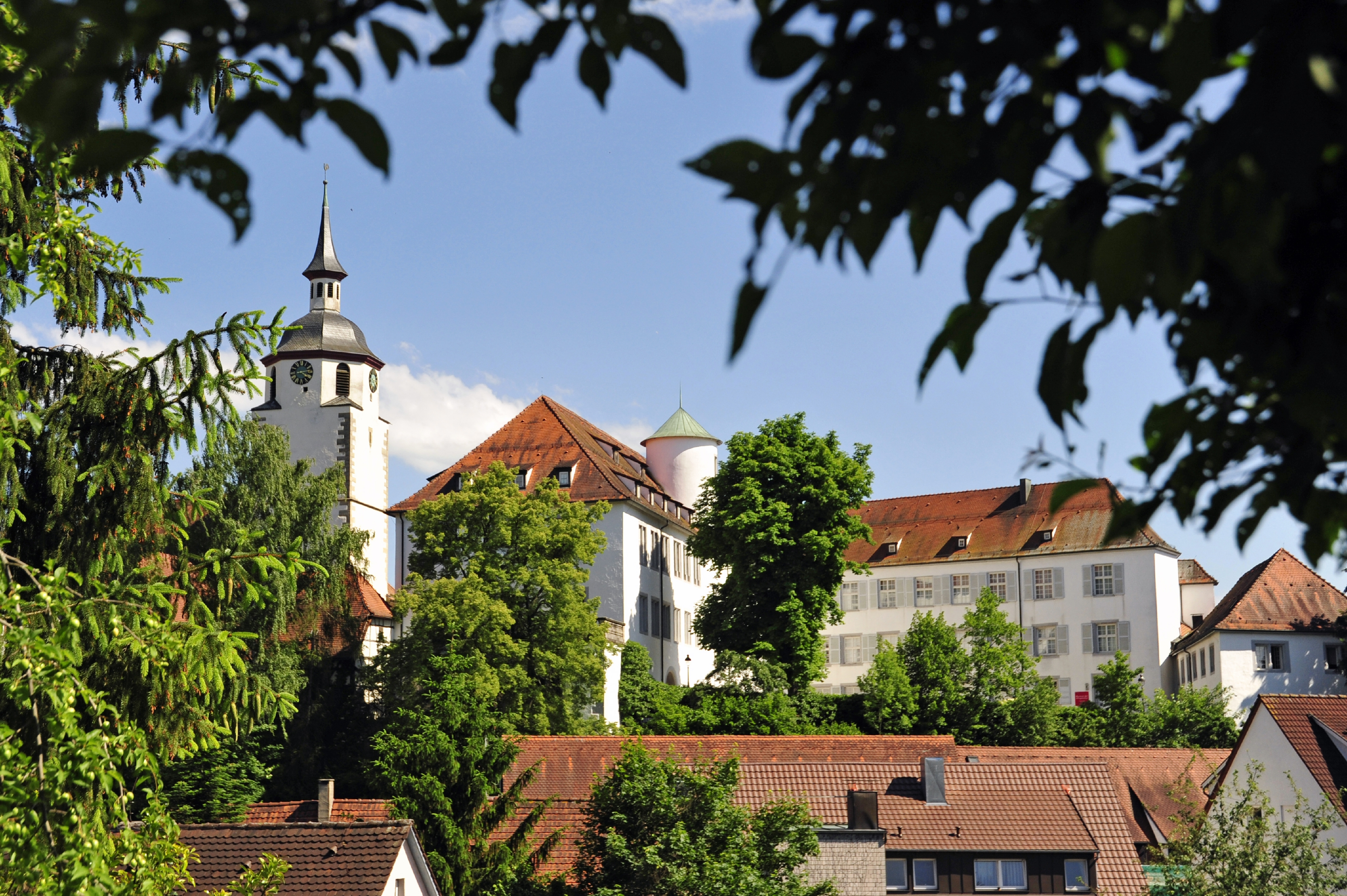
Museum der Alltagskultur – Schloss Waldenbuch

### Populär- und Alltagskultur
Kultur und Lebensweise breiter Bevölkerungsschichten sind Thema der Sammlung „Populär- und Alltagskultur“ im Schloss Waldenbuch bei Böblingen. Auf 2.500 m² werden hier „populäre Kultur“, das Alltägliche und das Besondere gesammelt und gezeigt. Die Sammlung umfasst Arbeits- und Warenwelten, Bilderwelten und Weltbilder, Glaube und Aberglaube, Kleidung und Verkleidung, Werbung und Markenartikel, Volks- und Laienkunst. In der Sammlung werden die Umbrüche von der vorindustriellen zur industriellen und postindustriellen Zeit präsentiert.
In Waldenbuch finden regelmäßig Sonderaktionen zu bestimmten Themen statt, darunter viermal im Jahr die Familientage.

## Kindermuseum Junges Schloss
Seit 2010 ist das Kindermuseum Junges Schloss ein eigenständiger Bestandteil des LMW.

## Sonderausstellungen

### 2024/25: PROTEST! Von der Wut zur Bewegung
Die Erlebnisausstellung, die im Rahmen der Großen Landesausstellung „500 Jahre Bauernkrieg“ stattfindet, beschäftigt sich u. a. mit Gemeinsamkeiten und Dynamiken verschiedener Protestbewegungen und was Menschen bewegt, auf die Straße zu gehen.

### 2024/25: Ein gut Theil Eigenheit. Lebenswege früher Archäologinnen
Die Ausstellung zeigt ab 19. Juli 2024 bis 9. März 2025 beispielhaft Biografien von frühen Archäologinnen aus dem deutschsprachigen Raum, die in unterschiedlichen Feldern der Archäologie wirkten.

### 2023/24: Urformen. Eiszeitkunst zum Anfassen
Als inklusive Ausstellung wurde im Ständesaal vom 15. Dezember 2023 bis 5. Mai 2024 Eiszeitkunst zum Anfassen präsentiert.

### 2023/24: Die kleine Hexe
Anlässlich des 100. Geburtstages von Otfried Preußler zeigte das Kindermuseum Junges Schloss vom 14. Oktober 2023 bis 2. Juni 2024 die Geschichte der Kinderbuchheldin auf der großen Sonderausstellungsfläche im Alten Schloss.

### 2022/23: Berauschend. 10.000 Jahre Bier und Wein
Vom 22. Oktober 2022 bis 30. April 2023 befasste sich die Sonderausstellung mit der Geschichte der Alkoholherstellung und dem Konsum bis in die Gegenwart.

### 2020/21: Fashion?! Was Mode zu Mode macht
Als Große Landesausstellung vom 24. Oktober 2020 bis 25. April 2021 wurde die Vielschichtigkeit von Mode kritisch und kurzweilig präsentiert.

### 2018/19: Faszination Schwert
Vom 13. Oktober 2018 bis 28. April 2019 wurde die Entwicklung vom Schwert als tödliche Waffe bis hin zu einer Ikone der Popkultur betrachtet.

### 2016/17: Die Schwaben – Zwischen Mythos und Marke
Vom 22. Oktober 2016 bis 23. April 2017 zeigte das Landesmuseum die Ausstellung Die Schwaben – Zwischen Mythos und Marke. Ziel war, das „berühmt-berüchtigte Volk aus dem Südwesten“ in all seinen Facetten zu präsentieren.

### 2015/16: CHRISTOPH 1515–1568. Ein Renaissancefürst im Zeitalter der Reformation
Zum 500. Geburtstag von Herzog Christoph, einem der bedeutendsten Fürsten des Landes, wurde vom 24. Oktober 2015 bis 3. April 2016 diese Ausstellung gezeigt.

### 2015: Kunstschätze aus Hohenlohe
Im Mittelpunkt der Präsentation vom 13. Juni bis 23. August 2015 standen das Wirken der Fürstenfamilie Hohenlohe und überregional bedeutende Kunstsammlungen.

### 2014/15: Ein Traum von Rom. Römisches Stadtleben in Südwestdeutschland
Die „ewige Stadt“ steht für gehobenes Wohnen, florierende Wirtschaft, private Luxusgüter und städtebaulichen Glanz. Mit der Verschiebung der römischen Grenzen in den Norden gelangte die römisch-mediterrane Lebensweise auch in entfernte Provinzen, womit sich die Sonderausstellung vom 25. Oktober 2014 bis 12. April 2015 befasste.

### 2013/14: Im Glanz der Zaren. Die Romanows, Württemberg und Europa
Die Große Landesausstellung vom 5. Oktober 2013 bis 23. März 2014 erzählte von der gemeinsamen Geschichte der Häuser Romanow und Württemberg.

### 2012/13: Die Welt der Kelten. Zentren der Macht – Kostbarkeiten der Kunst
Diese Ausstellung wurde vom 15. September 2012 bis 17. Februar 2013 als Große Landesausstellung gezeigt. Mit 1.300 Exponaten aus ganz Europa an zwei Standorten hatte diese einen Besucherrekord mit rund 185.000 Interessierten.

### 2010: Freud und Leid in Dur und Moll
Vom 16. April bis zum 12. September 2010 zeigte das Landesmuseum als Beitrag zur Großen Landesausstellung Musikkultur in Baden-Württemberg 2010 die Ausstellung Freud und Leid in Dur und Moll. Sie umfasste über 60 Musikbeispiele und Leihgaben, wie die Weingartner Liederhandschrift, die erstmals seit 1977 wieder in Stuttgart zu sehen war. Außerdem wurden musikalische Werke für diese Ausstellung neu eingespielt.

### 2009/10: Schätze des alten Syrien. Die Entdeckung des Königreichs Qatna
2002 kam es bei Ausgrabungen in Qatna in Syrien zu einer spektakulären Entdeckung. Tübinger Archäologen fanden in Zusammenarbeit mit einem internationalen Forscherteam unter den Überresten der Palastanlage eine ungeplünderte Königsgruft. Zu den über 2.000 ausgegrabenen Objekten gehörten Waffen, Möbelzier und Schmuck aus Gold und wertvollen Steinen, Gefäße aus unterschiedlichem Material, mit Purpur verzierte Stoffe oder Rollsiegel.
Die Funde aus Gold und Halbedelsteinen aus der Königsgruft in Qatna wurden in der Großen Landesausstellung Schätze des Alten Syrien – Die Entdeckung des Königreichs Qatna erstmals in Europa gezeigt. Die unter der Schirmherrschaft von Ministerpräsident Günther Oettinger und dem Premierminister von Syrien, Mohammad Naji Ottri, stehende Ausstellung wurde vom 17. Oktober 2009 bis 14. März 2010 gezeigt.

### 2008/09: Die Piraten. Herrscher der sieben Weltmeere
Die Piraten. Herrscher der sieben Weltmeere war eine interaktive Ausstellung zum Mitmachen für Kinder von vier bis 12 Jahren. Sie hatte vom 1. November 2008 bis 13. April 2009 142.000 Besucher.

### 2007/08: Ägyptische Mumien. Unsterblichkeit im Land der Pharaonen
Unter der Schirmherrschaft von Günther Oettinger und Suzanne Mubarak, der damaligen First Lady der Arabischen Republik Ägypten, präsentierte das Landesmuseum vom 6. Oktober 2007 bis 24. März 2008 die Große Landesausstellung Ägyptische Mumien – Unsterblichkeit im Land der Pharaonen. Auf mehr als 1.000 m² Ausstellungsfläche wurden über 350 Originalobjekte aus dem Alten Ägypten über das Phänomen der Mumifizierung und seine kulturhistorischen Hintergründe präsentiert.
Dazu gehörten Mumien, Tiermumien und Grabausstattungen mit reich verzierten Särgen und Mumienmasken, kostbarem Schmuck, Götterstatuen und Kultgeräten sowie Utensilien des täglichen Lebens wie Textilien, Werkzeuge und Gefäße. Ergänzend wurden Ergebnisse computertomografischer Mumien-Untersuchungen präsentiert, die einen Einblick in die heutige Forschung erlaubten.
Die Objekte stammten zum Teil aus eigenem Bestand, der dem Landesmuseum Württemberg 1910 als Schenkung des Stuttgarter Fabrikanten Ernst von Sieglin überlassen wurde und die heute die Sammlung Sieglin bilden. Hauptsächlich wurden die Objekte von Museen aus dem In- und Ausland zur Verfügung gestellt. Die Ausstellung hatte rund 220.000 Besucher.

### 2006/07: Das Königreich Württemberg. 1806–1918 Monarchie und Moderne
Das Landesmuseum erinnerte vom 22. September 2006 bis zum 4. Februar 2007 mit der Großen Landesausstellung an die Erhebung Württembergs zum Königreich und die Veränderungen und Umbrüche auf dem Weg in die Moderne. Neben dem württembergischen Königshaus wurden auch thematische Schwerpunkte gesetzt, die das Leben der Bevölkerung nachzeichneten. Die Ausstellung hatte mehr als 168.000 Besucher zu verzeichnen.

### 1977: Die Zeit der Staufer
Die Ausstellung wurde veranstaltet aus Anlass des 25-jährigen Bestehens des Landes Baden-Württemberg.

## Gesellschaft zur Förderung des Landesmuseums Württemberg e. V.
In der Gesellschaft zur Förderung des Landesmuseums Württemberg e. V. haben sich 1910 Freunde des Hauses zusammengeschlossen.
Ziel der Fördergesellschaft ist es, die Bedeutung des größten kulturgeschichtlichen Museums des Landes Baden-Württemberg im Bewusstsein der Öffentlichkeit zu verankern und seine Aktivitäten zu unterstützen. Die Fördergesellschaft finanziert mit den Beiträgen und Spenden ihrer Mitglieder Ankäufe und Restaurierungen von Kunstwerken, Konzerte, museumspädagogische Aktivitäten für Kinder und Jugendliche, Führungen für Menschen mit Behinderung, Vortragsreihen, Publikationen sowie die Kommunikation und Vermittlung nach außen.

## Nebenstellen & Zweigmuseen
- Haus der Musik im Fruchtkasten
- Kindermuseum Junges Schloss

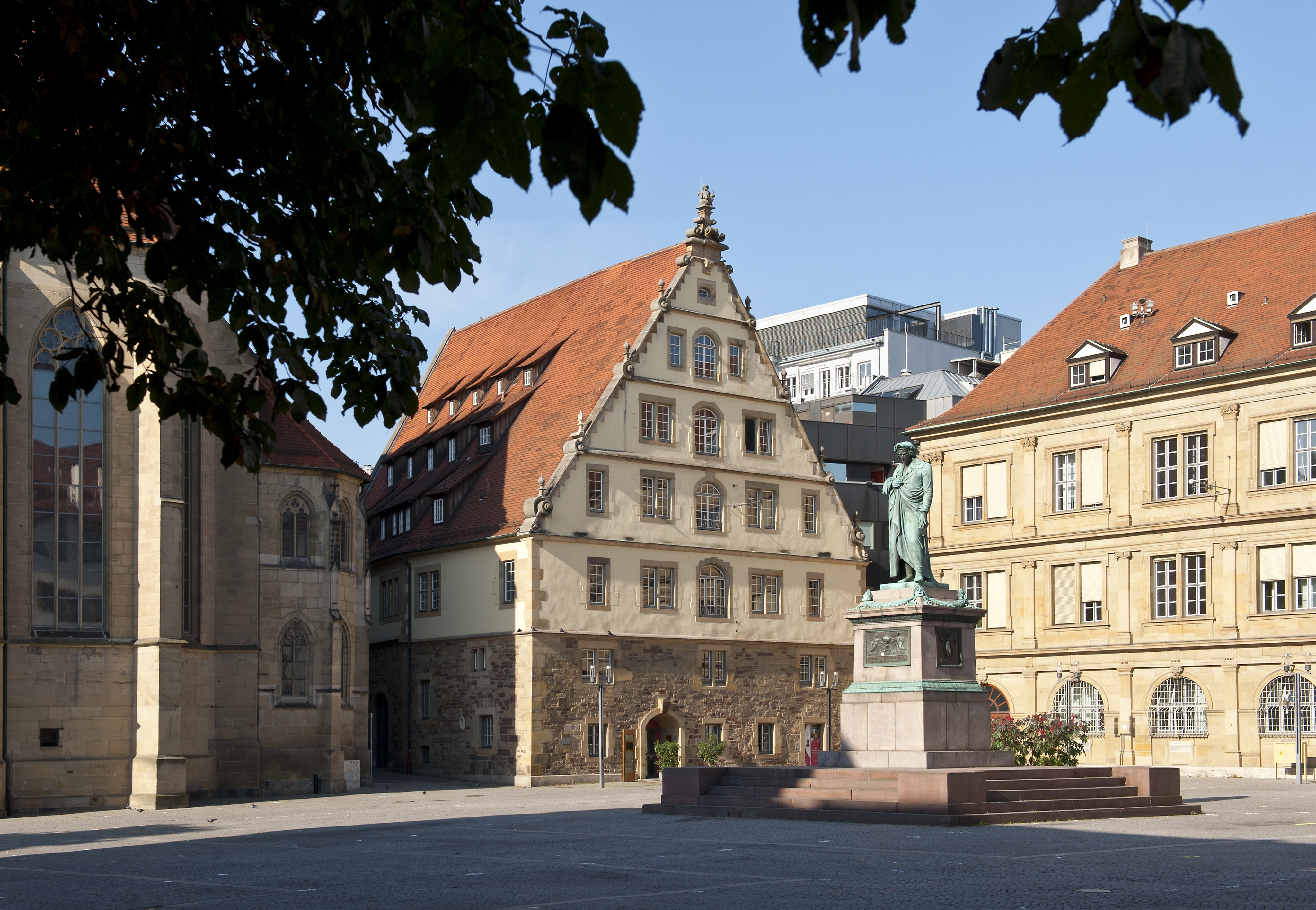
Haus der Musik im Fruchtkasten Stuttgart

- Museum der Alltagskultur im Schloss Waldenbuch
- Kloster Schussenried in Bad Schussenried
- Museum für Kutschen, Chaisen, Karren im Schloss Hellenstein in Heidenheim an der Brenz
- Deutsches Spielkartenmuseum in Leinfelden-Echterdingen
- Modemuseum Ludwigsburg im Residenzschloss Ludwigsburg
- Keramikmuseum Ludwigsburg im Residenzschloss Ludwigsburg
- Sakrale Kunst des Mittelalters im Dominikanermuseum Rottweil (Sammlung Dursch)

## Sammlungen im Internet
Mehr als 180.000 Objekte können in der Online-Sammlung des Museums recherchiert werden.

## Landesstelle für Museen Baden-Württemberg
Die Landesstelle für Museen ist eine 1979 gegründete selbständige Abteilung des Landesmuseums Württemberg. Sie unterstützt die nichtstaatlichen Museen, Sammlungen und musealen Einrichtungen in Baden-Württemberg.

## Landesstelle für Alltagskultur
Die Landesstelle für Alltagskultur ist eine außeruniversitäre Forschungs- und Archiveinrichtung und gehört seit 1979 zum Landesmuseum Württemberg. Bei ihrer Gründung 1923 zählte das Sammeln und Bewahren „volkstümlicher“ Überlieferungen in Schrift und Bild zu den zentralen Aufgaben. Heute liegt der Schwerpunkt ihrer Arbeit auf der Forschung über das Alltagsleben im Südwesten.

## Zentrum für Kulturelle Teilhabe
Das Zentrum für Kulturelle Teilhabe Baden-Württemberg (ZfKT) unterstützt mit seinem Angebot die nachhaltige gesellschaftliche Öffnung von Kunst- und Kultureinrichtungen hin zu Diversität und Kultureller Teilhabe für alle Menschen in Baden-Württemberg. Es ist eine Einrichtung des Ministeriums für Wissenschaft, Forschung und Kunst und ist organisatorisch dem Landesmuseum Württemberg zugeordnet.

## Filme
- Landesmuseum Württemberg, Stuttgart (= Museums-Check. Folge 66). Reportage, 30 Min., Moderation: Markus Brock, Produktion: 3sat. Erstausstrahlung: 20. Dezember 2020.[14]